# Gymnangium australimage
Gymnangium australimage is een hydroïdpoliep uit de familie Aglaopheniidae. De poliep komt uit het geslacht Gymnangium. Gymnangium australimage werd in 2005 voor het eerst wetenschappelijk beschreven door Watson. 